# 叉拍尾蜂鳥
是一种中等体形（体长最长可达15cm）的蜂鸟，是叉扇尾蜂鸟属（学名：Loddigesia）的唯一一种。拥有白色、绿色和青铜色的三色羽毛，有蓝色羽冠，颈部有明亮的绿松石色斑纹，白色的腹部上有一条黑线。是唯一的一种单型属蜂鸟。
叉拍尾蜂鸟是秘鲁的地方鸟种。被发现在里奥乌特库班巴（Río Utcubamba）地区的森林边缘。1835年由鸟类收藏家安德鲁·马修斯首次向喬治·洛迪格斯报道。这种蜂鸟外形十分独特，尾部仅有四根羽毛。最显著的特征是雄鸟尾部外侧两根长长的、扇状或球拍状的尾羽，这两根尾羽相互交叉且在末端有很大的蓝紫色圆盘或（法语中用“spatules”一词形容，意为抹刀或药刀等)。雄鸟可分别活动两根羽毛。
由于不断缩小的现有栖息地、该蜂鸟本身不大的种群数量，加之以十分有限的适宜生存的地域，2006年，美国鸟类保护协會将叉拍尾蜂鸟被列为保育類動物，列為IUCN紅色名錄的瀕危物種中。鳥類保護動物協會已經開始以植树造林等方法來改善这種鳥類的生活環境。
叉拍尾蜂鳥曾出現在电视節目——《自然》中。

## 外部連結
- 关于叉拍尾蜂鸟的录像
- 鸟类物种资料录（页面存档备份，存于）
- 国际自然保护联盟濒危物种红色名录（IUCN红色名录）[永久]
- 叉拍尾蜂鸟图库（页面存档备份，存于）包括高分辨率照片（页面存档备份，存于）
- BBC关于叉拍尾蜂鸟的录像（页面存档备份，存于）